# Švýcarsko na Letních olympijských hrách 1968
Švýcarsko se účastnilo Letní olympiády 1968 v Mexiku. Zastupovalo ho 85 sportovců (81 mužů a 4 ženy) ve 12 sportech.

## Medailisté
| Medaile | Jméno                                                               | Sport             | Soutěž                          |
| ------- | ------------------------------------------------------------------- | ----------------- | ------------------------------- |
| Stříbro | Bernhard Dunand Louis Noverraz Marcel Stern                         | Jachting          | Muži 5½ Meter Class             |
| Bronz   | Xaver Kurmann                                                       | Cyklistika        | Muži 4 000 m stíhací závod      |
| Bronz   | Henri Chammartin Gustav Fischer Marianne Gossweiler                 | Jezdectví         | Drezura - družstva              |
| Bronz   | Peter Bolliger Gottlieb Fröhlich Jakob Grob Denis Oswald Hugo Waser | Veslování         | Muži čtyřka s kormidelníkem     |
| Bronz   | Kurt Müller                                                         | Sportovní střelba | Muži 300 metrů puška tři pozice |